# Kràsnoie (Adiguèsia)
|  | Per a altres significats, vegeu «Kràsnoie». |

Kràsnoie - Красное (rus) - és un poble, de la República d'Adiguèsia, a Rússia. Es troba a la vora del riu Marta, a 6 km a l'est de Ponejukai i a 59 km al nord-oest de Maikop, la capital de la república.
Pertany al municipi d'Assokolai.